# Stročín
Stročín (ungarisch Szorocsány – bis 1902 Szorocsin – älter auch Sztrocsin) ist eine Gemeinde im Bezirk Svidník im Norden der Ostslowakei.
Die Gemeinde Stročín am linken Ufer der oberen Ondava liegt im Bereich des Ondauer Berglandes (Ondavská vrchovina) als Teil der Niederen Beskiden. Die Bezirksstadt Svidník grenzt im Norden an das Gemeindegebiet Stročíns, die Stadt Stropkov liegt acht Kilometer entfernt. Die höchste Erhebung im unmittelbaren Umfeld der Gemeinde ist der Osy mit 499 Metern über dem Meer.
Die in Nord-Süd-Richtung verlaufende Hauptstraße durch Stročín ist die Fernstraße 73, die hier auch einen Abschnitt der Europastraße 371 bildet. Sie bündelt den aus Norden kommenden Verkehr vom Duklapass (Grenze zu Polen) nach Prešov und Košice.
Umgeben wird Stročín von den Nachbargemeinden Svidník im Norden, Vislava im Osten, Duplín im Süden sowie Mestisko im Westen.
Die Giebelseite der Häuser in der Gemeinde zeigen zur Hauptstraße bzw. zu einer Querstraße hin, die die Hauptstraße rechtwinklig kreuzt.
1317 wurde der Ort erstmals in einer Urkunde genannt.

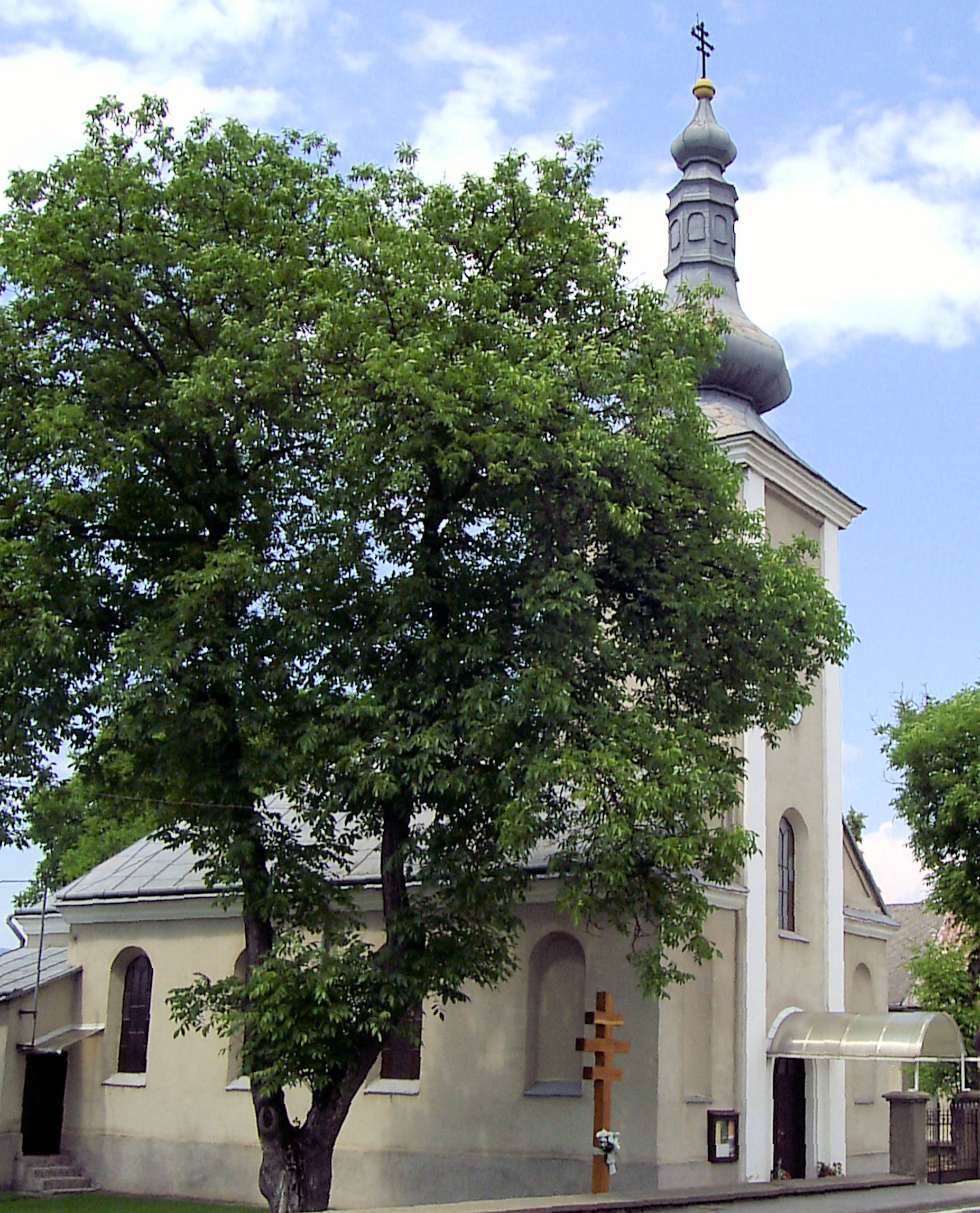
Griechisch-katholische Kirche in Stročín
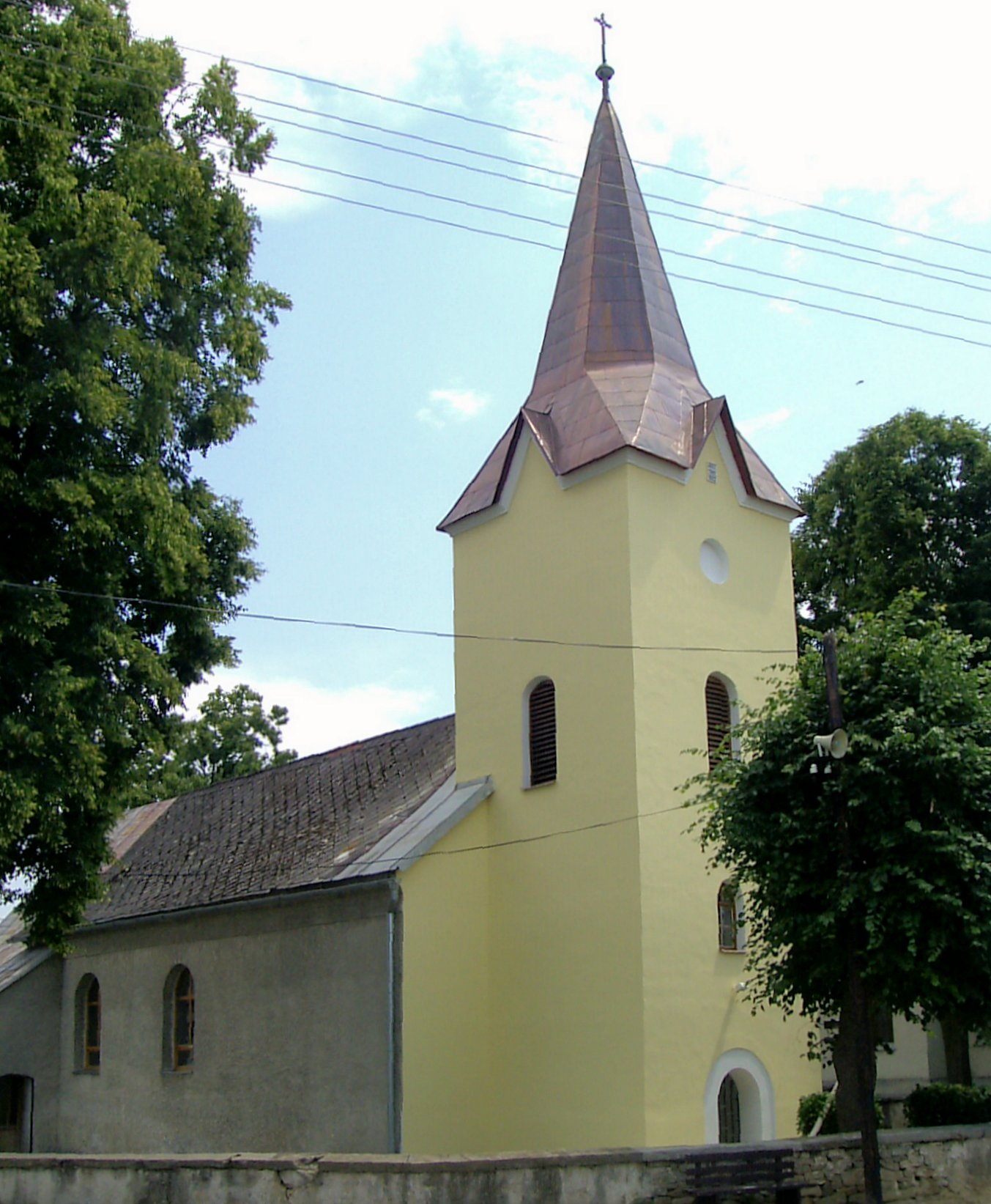
Römisch-katholische Kirche in Stročín

Die Einwohnerzahl stieg in den letzten Jahren (1991: 414 Einwohner; 2001: 476 Einwohner), was laut Statistik unter anderem auf die verstärkte Ansiedlung von Romafamilien in den 1990er Jahren zurückzuführen ist. Die Bevölkerung Stročíns besteht zu 89 % aus Slowaken, 8 % der Bewohner sind Roma. 66 % der Einwohner gaben als Konfession Griechisch-katholisch an, ca. 77 % bekennen sich zur Römisch-katholischen Kirche.

## Bevölkerung
| Jahr                | 1994 | 2004     | 2014     | 2024    |
| ------------------- | ---- | -------- | -------- | ------- |
| Anzahl der Personen | 406  | 499      | 559      | 572     |
| Unterschied         |      | +22,90 % | +12,02 % | +2,32 % |

| Jahr                | 2023 | 2024    |
| ------------------- | ---- | ------- |
| Anzahl der Personen | 568  | 572     |
| Unterschied         |      | +0,70 % |

## Belege
1. ↑  Hustota obyvateľstva - obce [om7014rr_obc=AREAS_SK, v_om7014rr_ukaz=Rozloha (Štvorcový meter)]. Statistical Office of the Slovak Republic, 31. März 2025, abgerufen am 31. März 2025 (slowakisch).
2. ↑  Počet obyvateľov podľa pohlavia - obce (ročne) [om7101rr_obce=AREAS_SK]. Statistical Office of the Slovak Republic, 31. März 2025, abgerufen am 31. März 2025 (slowakisch).
3. ↑  Statistikportal MOŠ (Seite nicht mehr abrufbar, festgestellt im Mai 2019. Suche in Webarchiven)  Info: Der Link wurde automatisch als defekt markiert. Bitte prüfe den Link gemäß Anleitung und entferne dann diesen Hinweis.
4. 1 2  Počet obyvateľov podľa pohlavia - obce (ročne) [om7101rr_obce=AREAS_SK]. Statistical Office of the Slovak Republic, 31. März 2025, abgerufen am 31. März 2025 (slowakisch).